# Caravan Palace
Caravan Palace – francuski zespół electro swingowy założony w 2008 roku w Paryżu. 
Członkowie wśród swoich największych inspiracji wymieniają takich wykonawców, jak Django Reinhardt, Vitalic, Cab Calloway, Justice, Lionel Hampton i Daft Punk. 

## Skład zespołu
- Zoé Colotis – wokal
- Arnaud Vial – gitara, wokal
- Hugues Payen – skrzypce, wokal
- Camille Chapelière – klarnet, saksofon
- Charles Delaport – kontrabas, elektroniczne instrumenty muzyczne
- Antoine Toustou – elektroniczne instrumenty muzyczne, puzon
- Paul-Marie Barbier – perkusja, wibrafon

## Dyskografia[2]

### Albumy studyjne
- 2008: Caravan Palace
- 2012: Panic
- 2015: <|°_°|>
- 2019: Chronologic
- 2024: Gangbusters Melody Club

### Minialbumy
- 2012: Clash
- 2016: Wonderland

### Single
- 2008: „Jolie Coquine”, „Dragons”
- 2009: „Suzy”
- 2012: „Clash”, „Rock It for Me”, „Dramophone”
- 2015: „Comics”, „Lone Digger” – złota płyta w Polsce[3]
- 2019: „Miracle”